# Liste der Regierungsräte des Kantons St. Gallen
Diese Liste zeigt die Regierungsräte des Kantons St. Gallen, die Mitglieder der Kantonsregierung, seit 1815.
Ursprünglich wurde die Exekutive des Kantons St. Gallen Kleiner Rat genannt, später Kantonsregierung und seit 2002 nur noch Regierung, die einzelnen Mitglieder Regierungsrat respektive Regierungsrätin.
Von 1831 bis 2001 wurde der Vorsitzende der St. Galler Exekutive Landammann genannt, seit 2002 Regierungspräsident/-in.

## Regierungsräte
| Name                         | Partei / Fraktion | Amtszeit                        | Geboren | Gestorben | Bürgerort                  | Amtsperioden als Landammann (vor 2002), Regierungspräsident/-in        |
| ---------------------------- | ----------------- | ------------------------------- | ------- | --------- | -------------------------- | ---------------------------------------------------------------------- |
| Hermann von Fels             | –                 | 1803/04, 1808–1815, 1829–1832   | 1766    | 1838      | St. Gallen                 | 1829, 1830/31, 1831                                                    |
| Johann Kaspar Bolt           | –                 | 1803–1808                       | 1760    | 1808      | Krummenau                  | –                                                                      |
| Karl Heinrich Gschwend       | –                 | 1803–1808                       | 1736    | 1809      | Altstätten                 | –                                                                      |
| Pankraz Germann              | –                 | 1803–1815                       | 1764    | 1828      | Lichtensteig               | –                                                                      |
| Dominik Gmür                 | –                 | 1803–1815, 1816–1833            | 1765    | 1835      | Schänis                    | –                                                                      |
| Jakob Laurenz Messmer        | –                 | 1803–1826                       | 1768    | 1826      | Rheineck                   | –                                                                      |
| Julius Hieronymus Zollikofer | –                 | 1803–1829                       | 1766    | 1829      | St. Gallen                 | 1816/17, 1818/19, 1820/21, 1822/23, 1824/25, 1826/27, 1828/29          |
| Karl von Müller-Friedberg    | –                 | 1803–1831                       | 1755    | 1836      | Lichtensteig               | 1815/16, 1817/18, 1819/20, 1821/22, 1823/24, 1825/26, 1827/28, 1829/30 |
| Joachim Pankraz Reutti       | –                 | 1803–1838                       | 1769    | 1839      | Wil                        | 1833                                                                   |
| Kaspar Girtanner             | –                 | 1804–1808                       | 1741    | 1808      | St. Gallen                 | –                                                                      |
| Joseph Anton Dudli           | –                 | 1808–1824                       | 1739    | 1824      | Jonschwil                  | –                                                                      |
| Peter Alois Falk             | kons.             | 1808–1851                       | 1767    | 1851      | St. Peterzell              | –                                                                      |
| Franz Joseph Büeler          | –                 | 1815–1816                       | 1751    | 1816      | Rapperswil                 | –                                                                      |
| Johann Jakob Specker         | –                 | 1815–1816                       | 1773    | 1817      | St. Gallen                 | –                                                                      |
| Johann Melchior Kubli        | dem.              | 1815–1830                       | 1750    | 1835      | Quinten                    | –                                                                      |
| Kaspar Bernet                | –                 | 1816–1821                       | 1756    | 1821      | St. Gallen                 | –                                                                      |
| Johann Bartolome Mayer       | kons.             | 1821–1831                       | 1784    | 1838      | St. Gallen                 | –                                                                      |
| Klemens Saylern              | –                 | 1824–1831                       | 1783    | 1859      | Wil                        | –                                                                      |
| Johann Matthias Naeff        | –                 | 1826–1827                       | 1773    | 1853      | Altstätten                 | –                                                                      |
| Joh. Conrad Custer           | –                 | 1827–1830                       | 1780    | 1830      | Rheineck                   | –                                                                      |
| Wilhelm Matthias Näff        | lib.              | 1830–1848                       | 1802    | 1881      | Altstätten                 | 1834, 1836, 1837, 1839, 1842, 1844, 1846, 1848                         |
| Gallus Jakob Baumgartner     | lib., kons.       | 1831–1841, 1843–1847, 1859–1864 | 1797    | 1869      | Altstätten, Rorschach      | 1832, 1833, 1835, 1836, 1838, 1839, 1841, 1843, 1846, 1859, 1861, 1863 |
| Johannes Stadler             | lib.              | 1831–1849                       | 1797    | 1849      | Flawil                     | 1832, 1834, 1835, 1837, 1838, 1840, 1841, 1843, 1845, 1847, 1848       |
| Daniel Steinmann             | lib.              | 1832–1839                       | 1779    | 1839      | St. Gallen                 | –                                                                      |
| Felix Helbling               | lib.              | 1833–1835, 1851–1859            | 1802    | 1873      | Rapperswil                 | 1851, 1854, 1855                                                       |
| Franz Bernold                | lib.              | 1835–1839                       | 1803    | 1840      | Walenstadt                 | –                                                                      |
| Matthias Hungerbühler        | lib.              | 1838–1859, 1862–1864, 1873–1878 | 1805    | 1884      | Wittenbach                 | 1847, 1850, 1852, 1853, 1856, 1858, 1863, 1873, 1876, 1878             |
| Basil Ferdinand Curti        | lib.              | 1839–1859                       | 1804    | 1888      | Rapperswil                 | 1845, 1849, 1853, 1855, 1858                                           |
| Christian Friedrich Fels     | lib.              | 1839–1861                       | 1794    | 1862      | St. Gallen                 | 1840, 1842, 1844, 1850                                                 |
| Johann Baptist Müller        | kons.             | 1841–1843, 1859–1867            | 1806    | 1874      | Weesen, Rorschach          | 1866                                                                   |
| Johann Baptist Weder         | lib.              | 1847–1851 1861–1863             | 1800    | 1872      | Oberriet                   | 1849, 1862                                                             |
| Franz Eduard Erpf            | lib.              | 1849–1851                       | 1807    | 1851      | St. Gallen                 | –                                                                      |
| Peter Steiger                | FD                | 1849–1861                       | 1804    | 1868      | Flawil                     | 1851, 1852, 1854, 1857, 1859, 1860                                     |
| Josef Marzell Hoffmann       | lib.              | 1851–1859, 1863–1870            | 1809    | 1888      | Rorschach                  | 1857, 1867                                                             |
| Otto Aepli                   | lib.              | 1851–1873                       | 1816    | 1897      | St. Gallen                 | 1856, 1861, 1862, 1864, 1865, 1869, 1871                               |
| Johann Jakob Zingg           | lib.              | 1859–1861                       | 1810    | 1879      | Kaltbrunn                  | –                                                                      |
| Anton Höfliger               | kons.             | 1859–1861, 1864–1870            | 1811    | 1886      | Rapperswil                 | 1860                                                                   |
| Jonas Näf                    | lib.              | 1861                            | 1826    | 1867      | Oberuzwil                  | –                                                                      |
| Eduard Steiger               | lib.              | 1861–1873                       | 1821    | 1881      | Flawil                     | 1866                                                                   |
| Adolf Saxer                  | lib.              | 1862–1870                       | 1831    | 1909      | Altstätten                 | 1864, 1868, 1870                                                       |
| Georg Sailer                 | lib.              | 1864–1870                       | 1817    | 1870      | Wil                        | 1865, 1867, 1869, 1870                                                 |
| Johann Zünd                  | kons.             | 1867–1873                       | 1816    | 1873      | Altstätten                 | 1868, 1871                                                             |
| Friedrich von Tschudi        | lib.              | 1870–1873, 1875–1885            | 1820    | 1886      | St. Gallen                 | 1872, 1877, 1880                                                       |
| Sigismund Zäch               | lib.              | 1870–1875                       | 1822    | 1901      | Oberriet                   | 1872, 1874                                                             |
| Johann Joseph Keel           | kons.             | 1870–1902                       | 1837    | 1902      | Rorschach, Rebstein        | 1875, 1881, 1883, 1886, 1890, 1892/93                                  |
| Flavian Bislin               | lib.              | 1871–1873                       | 1830    | 1890      | Pfäfers                    | 1873                                                                   |
| Hermann Seifert              | lib.              | 1873–1875                       | 1841    | 1909      | Wartau                     | 1874                                                                   |
| Kaspar Pfändler              | lib.              | 1873–1890                       | 1829    | 1890      | Flawil                     | 1875, 1880, 1883, 1887, 1890                                           |
| Ferdinand Curti              | lib.              | 1873–1891                       | 1836    | 1921      | Rapperswil                 | 1877, 1882, 1885, 1887, 1889, 1891                                     |
| Ludwig Zollikofer            | lib.              | 1873–1906                       | 1839    | 1923      | St. Gallen                 | 1876, 1879, 1882, 1885, 1888, 1891/92, 1897/98, 1903/04                |
| Otto Thuli                   | lib.              | 1875–1885                       | 1833    | 1893      | Vilters                    | 1878, 1884                                                             |
| Thomas Thoma                 | lib.              | 1878–1891                       | 1822    | 1895      | Amden                      | 1879, 1881, 1884, 1889                                                 |
| Johannes Segmüller           | kons.             | 1885–1890                       | 1822    | 1895      | Altstätten                 | 1888                                                                   |
| Adolf Fehr                   | lib.              | 1885–1891                       | 1842    | 1894      | St. Gallen                 | 1886                                                                   |
| Joseph Scherrer-Füllemann    | dem.              | 1891–1894                       | 1847    | 1924      | Kirchberg                  | 1893/94                                                                |
| Eduard Scherrer              | freis.            | 1891–1902                       | 1862    | 1947      | St. Gallen                 | 1894/95, 1900/01                                                       |
| Johann Baptist Rukstuhl      | kons.             | 1891–1906                       | 1840    | 1906      | Sirnach TG                 | 1898/99, 1904/05                                                       |
| Adolf Kaiser                 | dem.              | 1891–1911                       | 1836    | 1913      | Biberist SO                | 1896/97, 1902/03, 1909/10                                              |
| Johann Baptist Schubiger     | kons.             | 1891–1920                       | 1848    | 1920      | Uznach                     | 1894/95, 1901/02, 1913/14,1919/20 (25.11.)                             |
| Theodor Curti                | dem./soz.         | 1894–1902                       | 1848    | 1914      | Rapperswil                 | 1899/1900                                                              |
| Anton Messmer                | kons.             | 1902–1912                       | 1858    | 1937      | Thal                       | 1907/08                                                                |
| Heinrich Scherrer            | soz.              | 1902–1919                       | 1847    | 1919      | Nesslau                    | 1906/07, 1912/13, 1919/20 (Juli–Nov.)                                  |
| Albert Mächler               | freis.            | 1902–1936                       | 1868    | 1937      | Rapperswil                 | 1905/06, 1911/12, 1918/19, 1925/26, 1931/32                            |
| Alfred Riegg                 | freis.            | 1906–1933                       | 1863    | 1946      | Eichberg                   | 1908/09, 1914/15, 1920/21, 1927/28                                     |
| Edwin Rukstuhl               | kons.             | 1906–1936                       | 1867    | 1939      | Sirnach TG                 | 1910/11, 1917/18, 1921/22, 1928/29, 1935/36                            |
| Emil Gmür                    | freis.            | 1911/12                         | 1881    | 1912      | Amden                      | –                                                                      |
| Johann Hauser                | kons.             | 1912–1920                       | 1853    | 1921      | Häggenschwil               | 1915/16                                                                |
| Gottlieb Baumgartner         | freis.            | 1912–1938                       | 1873    | 1948      | Wildhaus                   | 1916/17, 1923/24, 1929/30, 1934/35                                     |
| Otto Weber                   | SP                | 1920–1930                       | 1872    | 1962      | Russikon ZH                | 1922/23                                                                |
| Emil Mäder                   | KVP               | 1920–1936                       | 1875    | 1936      | Sirnach TG                 | 1924/25, 1930/31                                                       |
| Emil Grünenfelder            | KVP               | 1920–1942                       | 1873    | 1971      | Vilters                    | 1926/27, 1932/33, 1937/38                                              |
| Valentin Keel                | SP                | 1930–1943                       | 1874    | 1945      | Rebstein                   | 1933/34, 1938/39                                                       |
| Karl Kobelt                  | FDP               | 1933–1940                       | 1891    | 1968      | Marbach                    | 1936/37                                                                |
| Albert Gemperli              | KVP               | 1936–1960                       | 1893    | 1982      | Oberuzwil                  | 1942/43, 1949/50, 1956/57                                              |
| Josef Riedener               | KVP               | 1936–1960                       | 1892    | 1965      | Untereggen                 | 1940/41, 1944/45, 1951/52, 1958/59                                     |
| Adolf Roemer                 | FDP               | 1936–1960                       | 1890    | 1960      | Amden                      | 1939/40, 1945/46, 1950/51, 1957/58                                     |
| Johann Jakob Gabathuler      | FDP               | 1938–1951                       | 1883    | 1958      | Wartau                     | 1941/42, 1948/49                                                       |
| Ernst Graf                   | FDP               | 1941–1949                       | 1884    | 1949      | Rebstein                   | 1943/44                                                                |
| Alfred Kessler               | SP                | 1942–1951                       | 1885    | 1951      | Lustdorf-Thundorf TG       | 1946/47                                                                |
| Paul Müller                  | KVP               | 1942–1964                       | 1895    | 1966      | Henau                      | 1947/48, 1953/54, 1960/61                                              |
| Simon Frick                  | FDP               | 1950–1972                       | 1914    | 2011      | Sennwald                   | 1952/53, 1959/60, 1966/67                                              |
| Walter Clavadetscher         | FDP               | 1951–1957                       | 1904    | 1997      | Malans GR                  | 1955/56                                                                |
| Mathias Eggenberger          | SP                | 1951–1969                       | 1905    | 1975      | Grabs                      | 1954/55, 1961/62, 1968/69                                              |
| Hans Schneider               | FDP               | 1957–1972                       | 1904    | 1997      | Wilen-Rickenbach TG        | 1962/63, 1969/70                                                       |
| Albert Scherrer              | KVP               | 1960–1968                       | 1907    | 1983      | Mosnang                    | 1965/66                                                                |
| Guido Eigenmann              | FDP               | 1960–1969                       | 1910    | 2003      | Waldkirch                  | 1964/65                                                                |
| Gottfried Hoby               | CVP               | 1960–1980                       | 1915    | 2005      | Walenstadt-Berschis        | 1963/64, 1970/71, 1977/78                                              |
| Edwin Koller                 | CVP               | 1964–1988                       | 1921    | 2005      | Gossau, Oberbüren          | 1967/68, 1974/75, 1979/80, 1986/87                                     |
| August Schmuki               | CVP               | 1968–1978                       | 1911    | 1998      | Lichtensteig, Eschenbach   | 1972/73                                                                |
| Florian Vetsch               | SP                | 1970–1972                       | 1921    | 1972      | Grabs                      | –                                                                      |
| Willy Herrmann               | FDP               | 1970–1984                       | 1917    | 1992      | Wattwil                    | 1971/72, 1978/79                                                       |
| Florian Schlegel             | SP                | 1972–1985                       | 1935    | 1993      | Sevelen                    | 1975/76, 1982/83                                                       |
| Ernst Rüesch                 | FDP               | 1972–1988                       | 1928    | 2015      | Gaiserwald                 | 1976/77, 1983/84                                                       |
| Willi Geiger                 | FDP               | 1972–1992                       | 1924    | 1999      | St. Gallen, Ermatingen TG  | 1973/74, 1980/81, 1985/86                                              |
| Paul Gemperli                | CVP               | 1979–1992                       | 1930    | 2015      | Oberuzwil                  | 1981/82, 1988/89                                                       |
| Karl Mätzler                 | CVP               | 1980–1996                       | 1931    |           | Sargans, Berneck           | 1984/85, 1991/92                                                       |
| Burkhard Vetsch              | FDP               | 1984–1996                       | 1937    |           | Grabs                      | 1987/88, 1992/93                                                       |
| Hans Rohrer                  | SP                | 1986–2000                       | 1936    |           | Buchs                      | 1989/90, 1996/97                                                       |
| Hans Ulrich Stöckling        | FDP               | 1988–2008                       | 1941    |           | Lütisburg                  | 1990/91, 1997/98, 2003/04                                              |
| Alex Oberholzer              | CVP               | 1988–1996                       | 1931    | 2016      | Goldingen                  | 1993/94                                                                |
| Peter Schönenberger          | CVP               | 1992–2008                       | 1940    |           | Kirchberg                  | 1995/96, 2002/03                                                       |
| Walter Kägi                  | FDP               | 1992–2000                       | 1935    |           | Bauma ZH                   | 1994/95, 1999/2000                                                     |
| Anton Grüninger              | CVP               | 1996–2004                       | 1947    |           | Widnau, Berneck            | 2000/01                                                                |
| Kathrin Hilber               | SP                | 1996–2012                       | 1951    |           | Degersheim                 | 2001/02, 2007/08                                                       |
| Rita Roos                    | CVP               | 1996–2000                       | 1951    |           | Lichtensteig, Romoos LU    | 1998/99                                                                |
| Willi Haag                   | FDP               | 2000–2016                       | 1947    |           | Götighofen TG              | 2005/06, 2010/11                                                       |
| Josef Keller                 | CVP               | 2000–2011                       | 1947    |           | Eschenz TG                 | 2004/05, 2009/10                                                       |
| Karin Keller-Sutter          | FDP               | 2000–2012                       | 1963    |           | Jonschwil, Kirchberg SG    | 2006/07                                                                |
| Heidi Hanselmann             | SP                | 2004–2020                       | 1961    |           | Sennwald-Frümsen           | 2008/09, 2014/15, 2019/20                                              |
| Martin Gehrer                | CVP               | 2008–2016                       | 1957    |           | St. Gallen-Rotmonten       | 2012/13                                                                |
| Stefan Kölliker              | SVP               | 2008–2024                       | 1970    |           | Rohrbach BE                | 2013/14, 2018/19, 2023/24                                              |
| Benedikt Würth               | CVP               | 2011–2020                       | 1968    |           | Berg SG                    | 2015/16                                                                |
| Martin Klöti                 | FDP               | 2012–2020                       | 1954    |           | Wald ZH, Kloten            | 2016/17                                                                |
| Fredy Fässler                | SP                | 2012–2024                       | 1959    |           | Appenzell AI               | 2017/18, 2022/23                                                       |
| Bruno Damann                 | CVP               | 2016–                           | 1957    |           | Homburg TG                 | 2020/21                                                                |
| Marc Mächler                 | FDP               | 2016–                           | 1970    |           | Glarus GL                  | 2021/22                                                                |
| Susanne Hartmann             | CVP               | 2020–                           | 1970    |           | Altiswil LU, Niederdorf BL | –                                                                      |
| Beat Tinner                  | FDP               | 2020–                           | 1971    |           | Wartau, Sennwald-Frümsen   | –                                                                      |
| Laura Bucher                 | SP                | 2020–                           | 1984    |           | St. Margrethen             | –                                                                      |
| Bettina Surber               | SP                | 2024–                           | 1981    |           |                            | –                                                                      |
| Christof Hartmann            | SVP               | 2024–                           | 1976    |           | Walenstadt SG              | –                                                                      |

## Regierungspräsidenten
Folgende Mitglieder präsidierten den Regierungsrat.
| Amtsperiode | Name                  |
| ----------- | --------------------- |
| 2024/2025   | Susanne Hartmann      |
| 2023/2024   | Stefan Kölliker       |
| 2022/2023   | Fredy Fässler         |
| 2021/2022   | Marc Mächler          |
| 2020/2021   | Bruno Damann          |
| 2019/2020   | Heidi Hanselmann      |
| 2018/2019   | Stefan Kölliker       |
| 2017/2018   | Fredy Fässler         |
| 2016/2017   | Martin Klöti          |
| 2015/2016   | Benedikt Würth        |
| 2014/2015   | Heidi Hanselmann      |
| 2013/2014   | Stefan Kölliker       |
| 2012/2013   | Martin Gehrer         |
| 2010/2011   | Willi Haag            |
| 2009/2010   | Josef Keller          |
| 2008/2009   | Heidi Hanselmann      |
| 2007/2008   | Kathrin Hilber        |
| 2006/2007   | Karin Keller-Sutter   |
| 2005/2006   | Willi Haag            |
| 2004/2005   | Josef Keller          |
| 2003/2004   | Hans Ulrich Stöckling |
| 2002/2003   | Peter Schönenberger   |

Vor 2002 wurde die Regierung durch den Landammann präsidiert.

## Parteiabkürzungen oder politische Richtung
- CVP: Christlichdemokratische Volkspartei (ab 1912)
- Mitte: Die Mitte (ab 2021)
- dem.: demokratisch
- FD:
- FDP: Freisinnige Partei, Freisinnig-Demokratische Partei (ab 1894)
- freis.: freisinnig
- kons.: konservativ
- KVP: Schweizerische Konservative Volkspartei
- lib.: Freisinnige Partei, Freisinnig-Demokratische Partei (ab 1894)
- lib., kons.: liberal konservativ
- soz.: sozial
- SP: Sozialdemokratische Partei (ab 1888)
- SVP: Schweizerische Volkspartei (ab 1971)

## Quelle
- Neujahrsblatt, Staatskalender; Amtsblatt (aus: Sankt-Galler Geschichte 2003. Hrsg.: Wissenschaftliche Kommission der Sankt-Galler Kantonsgeschichte; Projektleitung: Silvio Bucher. St. Gallen: Amt für Kultur, 2003 [9 Bände]).